# Bernd Heine
Bernd Heine (* 25. Mai 1939 in Mohrungen, Ostpreußen) ist ein deutscher Sprachwissenschaftler und Afrikanist. Er hatte von 1978 bis 2004 den Lehrstuhl für Afrikanistik an der Universität zu Köln inne, seit 2004 ist er emeritierter Professor. 
Seine Schwerpunkte in Forschung und Lehre sind die Afrikanische Sprachwissenschaft, Sprachsoziologie, Theorie der Grammatikalisierung, Sprachkontakt und Discourse Grammar. Die Grammatikalisierungstheorie, die sich mit den Gesetzmäßigkeiten grammatikalischer Veränderungen befasst, und zu der er bislang sieben Bücher und zahlreiche Artikel beigesteuert hat, gilt dabei als sein hauptsächlicher Beitrag.

## Jugend und Ausbildung
Während des Zweiten Weltkriegs floh Heine mit seinen Eltern 1944 wegen des sowjetischen Einmarsches von Ostpreußen nach Österreich. Die Familie siedelte später nach Bayern um, bevor sie sich 1948 in Leverkusen niederließ. Von 1949 bis 1959 besuchte Heine das Landrat-Lucas-Gymnasium in Opladen. Anschließend studierte er an der Universität Köln zunächst Musikwissenschaft, Romanistik und Geographie, bevor er 1961 zur Afrikanistik wechselte. 1962 setzte er das Studium in Hamburg fort, wo er als Zweitfach Phonetik hinzunahm. Mit einer Arbeit über Die Verbreitung und Gliederung der Togorestsprachen wurde er 1967 in Köln bei Oswin Köhler und Hansjakob Seiler zum Dr. phil. promoviert.

## Berufliche Entwicklung
Von 1968 bis 1969 war Bernd Heine wissenschaftlicher Assistent am Institut für Afrikanistik der Universität zu Köln, von 1969 bis 1972 Lecturer an der Universität Nairobi in Kenia. Mit einer Schrift über Pidgin-Sprachen im Bantu-Bereich habilitierte er sich 1971 in Köln für das Fach Afrikanistik. Dort lehrte er anschließend als Dozent, bevor er von 1975 bis 1978 als Gastprofessor erneut nach Kenia ging. 1978 übernahm er den Lehrstuhl für Afrikanistik an der Universität zu Köln.
Im Zuge seiner wissenschaftlichen Arbeit hat er insgesamt 25 Reisen zum Zwecke der Feldforschung in Ghana, Togo, Kenia, Tansania, Uganda und Namibia sowie Vortragsreisen nach Äthiopien, Australien, Brasilien, England, Estland, Finnland, Frankreich, Italien, Japan, Kenia, Mexiko, Namibia, Niederlande, Österreich, Polen, Schweden, Spanien, Südafrika, Südkorea, Tansania und USA durchgeführt.
Gastprofessuren führten ihn 1994/1995 an die La Trobe University, Melbourne, 1999/2000 an das Center for Advanced Study in the Behavioral Sciences in Stanford, USA, 2002 an das Dartmouth College, USA, 2005 an die Universität Graz, Österreich und 2005/2006 an das Netherlands Institute for Advanced Study in Wassenaar, Niederlande, 2006 an die Universität Hamburg, 2007 an die École pratique des hautes études (Centre de Recherches Linguistiques sur l’Asie Orientale „CRLAO“), Paris, 2007 an die Universidade Federal do Rio de Janeiro, von 2008 bis 2009 an die Fremdsprachen-Universität Tokyo, Japan, und 2009 an die Universität Chonnam, Korea. 2012 und 2015 war er als Gastprofessor an der University of Cape Town tätig, und 2014 wurde er von der Guangdong University of Foreign Studies, China,  zum Yunshan Chair Professor ernannt (2014–2016).
Heine war bislang als Sprecher von 33 internationalen Konferenzen eingeladen. Insgesamt umfasst sein bisheriges Lebenswerk 33 Bücher und etwa 120 Zeitschriftenaufsätze in den Bereichen Sprachwissenschaft, Sozio-Linguistik, sprachwissenschaftliche Geschichte und Grammatikalisierungstheorie. Er ist Mitherausgeber bzw. Mitglied des wissenschaftlichen Beirats von 17 Zeitschriften oder Buchreihen. Seit 2014 widmet er sich zusammen mit Gunther Kaltenböck und Tania Kuteva der Analyse des linguistischen Diskurses. In dem von diesen Autoren entwickelten Modell der Discourse Grammar wird zwischen zwei Komponenten der Sprechplanung unterschieden, wobei eine Sentence Grammar sich der Konstruktion von Sätzen widmet, während die andere Thetical Grammar dazu dient, eine Beziehung zwischen Sprecher, Hörer und dem Text herzustellen.

## Auszeichnungen
Zu seinen Auszeichnungen gehören die Mitgliedschaft im Executive Council, International Africa Institute, London. 1986 wurde er Hans Wolff Memorial Lecturer der Indiana University, USA, 1990 Raymond Dart Memorial Lecturer an der Universität Johannesburg, Südafrika. 1990 erhielt er den Kenya Kiswahili Association Award in Nairobi, 1994 war er Fellow des Australian Research Council, 1995 wurde vom National Kiswahili Council der Republik Tansania ausgezeichnet. 1995 wurde er August Klingenheben Memorial Lecturer an der Universität Leipzig und 1996 korrespondierendes Mitglied (Corresponding Fellow) der British Academy. Von 1997 bis 2000 war er Präsident des Committee for World Congresses of African Linguistics, und 1999 wurde er zum Ordentliches Mitglied der Nordrhein-Westfälischen Akademie der Wissenschaften berufen. Im Jahre 2008 ernannte ihn das Ministerium für Bildung, Wissenschaft und Technologie der Republik Südkorea zum 'Distinguished World-Class Scholar', und 2009 wurde er von der Evolutionary Linguistics Association (Brüssel) mit dem 'Lifetime Achievement Award' ausgezeichnet. Seit 2012 ist er Ehrenmitglied der Linguistic Society of America und seit 2020 der Philological Society. 2015 wurde er in die Academia Europaea und 2016 in die European Science Foundation gewählt.

## Ausgewählte Publikationen
- Grammaticalization and reanalysis in African languages. Buske, 1984 (Koautorin: Mechthild Reh).
- Grammaticalization: A conceptual framework. University of Chicago Press, 1991 (Koautoren: Ulrike Claudi und Friederike Hünnemeyer). ISBN 0-226-32516-4.
- Approaches to grammaticalization. 2 Bände. Benjamins, 1991 (Mitherausgeberin: Elizabeth Closs Traugott).
  - Band 1: Focus on theoretical and methodological issues (= Typological Studies in Language. Bd. 19, 1). ISBN 1-55619-404-8;
  - Band 2: Focus on types of grammatical markers (= Typological Studies in Language. Bd. 19, 2). ISBN 1-55619-405-6.
- Auxiliaries. Cognitive forces and grammaticalization. Oxford University Press, 1993, ISBN 0-19-508387-3.
- The Mukogodo Maasai. An ethnobotanical survey. Köppe, 1994 (Koautoren: Matthias Brenzinger und Ingo Heine), ISBN 3-927620-86-6.
- Swahili Plants. An ethnobotanical survey. Köppe, 1995 (Koautor: Karsten Legère). ISBN 3-927620-89-0.
- Cognitive foundations of grammar. Oxford University Press, 1997, ISBN 0-19-510251-7.
- Possession. Cognitive sources, forces, and grammaticalization (= Cambridge Studies in Linguistics. Bd. 83). Cambridge University Press, 1997, ISBN 0-521-55037-8.
- Ik dictionary (= Nilo-Saharan. Bd. 15). Köppe, 1999, ISBN 3-89645-133-2.
- African languages: An introduction. Cambridge University Press, 2000 (Mitherausgeber: Derek Nurse), ISBN 0-521-66178-1.
- World lexicon of grammaticalization. Cambridge University Press, 2002 (Koautorin: Tania Kuteva), ISBN 0-521-80339-X.
- Language contact and grammatical change. Cambridge University Press, 2005 (Koautorin: Tania Kuteva), ISBN 0-521-60828-7.
- The changing languages of Europe. Oxford University Press, 2006  (Koautorin: Tania Kuteva), ISBN 0-19-929734-7.
- The genesis of grammar: A reconstruction (= Studies in the Evolution of Language. Bd. 9). Oxford University Press, 2007 (Koautorin: Tania Kuteva), ISBN 978-0-19-922777-8.
- A linguistic geography of Africa. Cambridge University Press, 2008 (Mitherausgeber: Derek Nurse), ISBN 978-0-521-87611-7.
- The Oxford handbook of linguistic analysis. Oxford University Press, 2010 (Mitherausgeber: Heiko Narrog), ISBN 978-0-19-954400-4.
- Grammaticalization from a typological perspective. Oxford University Press, 2019 (Mitherausgeber: Heiko Narrog)
- World lexicon of grammaticalization. Second, extensively revised and updated edition. Cambridge University Press, 2019 (Koautoren: Tania Kuteva, Bo Hong, Haiping Long, Heiko Narrog, und Seongha Rhee).
- The Akie language of Tanzania: texts and dictionary. Köppe, 2020 (Koautoren: Christa König, Karsten Legère, und Ingo Heine).
- Grammaticalization. Oxford University Press, 2021 (Koautor: Heiko Narrog).
- The rise of discourse markers. Cambridge University Press, 2021 (Koautoren: Gunther Kaltenböck, Tania Kuteva, und Haiping Long).
- The Oxford handbook of grammaticalization. Zweite Auflage. Oxford University Press, 2021 (Mitherausgeber: Heiko Narrog).